# Іграшка (фільм, 1982)
«Іграшка» (англ. The Toy) — американська комедія з Річардом Прайором в головній ролі, ремейк однойменного французького фільму 1976 року. Незважаючи на комерційний успіх фільму, що потрапив до двадцятки найуспішніших картин 1982 року, він був холодно зустрінутий критиками.

## Сюжет
Письменник-афроамериканець середніх років Джек Браун (англ. Jack Brown) відчайдушно потребує грошей і ніяк не може знайти роботу. Після невдалих спроб отримати місце у місцевій газеті він влаштовується прибирачем і офіціантом до власника газети Ю. С. Бейтсу (англ. U. S. Bates), великого бізнесмена. Його син Ерік (англ. Eric Bates) під час відвідування магазину іграшок, де працює Браун, вибирає його як живу іграшку.

## В ролях
- Річард Прайор — Джек Браун
- Джекі Глісон — Ю. С. Бейтс
- Нед Бітті — Сідні Морхаус
- Скотт Шварц — Ерік Бейтс
- Тереза Ганзел — Фенсі Бейтс
- Вілфрід Хайд — Уайт Барклі
- Тоні Кінг — Кліффорд
- Вірджинія Каперс — Рубі Сімпсон